# 西藏树萝卜
西藏树萝卜（学名：Agapetes xizangensis），为杜鹃花科树萝卜属下的一个种。